# Агроінженерія
Агроінженерія, сільськогосподарська інженерія (англ. Agricultural engineering) — інженерна спеціальність яка займається проєктуванням, будівництвом і удосконаленням сільськогосподарської техніки та обладнання.

## Діяльність агроінженерів
Спеціалістів, що займаються аграрною інженерією називають агроінженерами. Вони розробляють і вдосконалюють сільськогосподарське обладнання, щоб воно працювало більш ефективно аби виконувати нові завдання в умовах зміни прийомів агротехнічних прийомів вирощування сільськогосподарських культур. Агроінженери також допомагають в розробці рішень для контролю забруднення на великих фермах і заводах харчової промисловості. Деякі сільськогосподарські інженери розробляють нові форми біопалива з непродовольчих ресурсів, таких як сільськогосподарські відходи (макуха, солома, бадилля тощо), енергетичні культури чи мікроводорості.

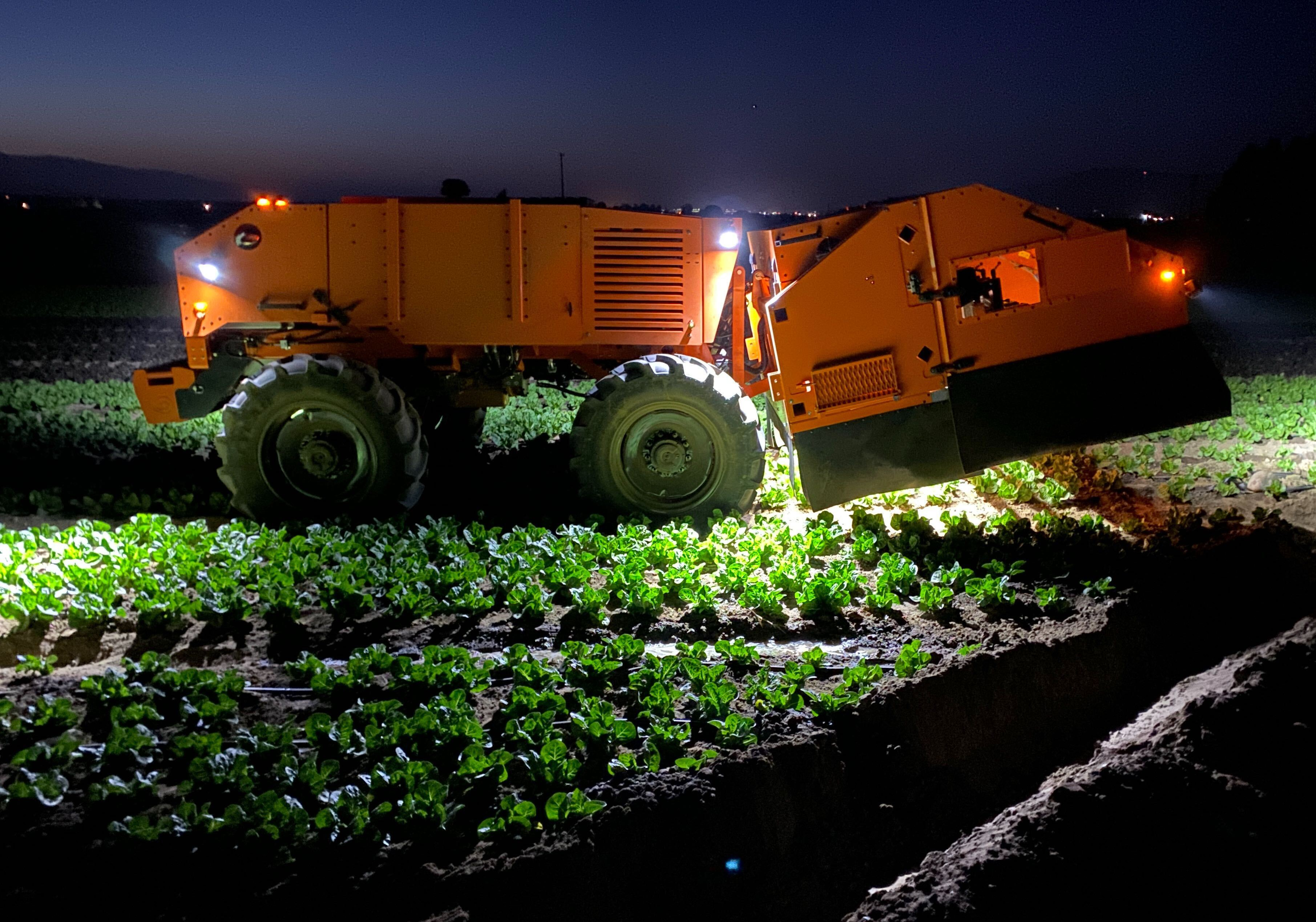
Titan FT-35 — самокерований сільськогосподарський робот-прополювач, якого журнал Time відніс до списку Топ-100 кращих винаходів року 2020

Більшість фахівців агроінженерії проєктують і тестують сільськогосподарську техніку, роботи, дрони, обладнання та деталі. Вони можуть також проєктувати приміщення для зберігання харчових продуктів і заводи по переробленню харчової продукції, приміщення для утримання домашньої худоби.

## Освіта в Україні
В Україні вищу освіту за спеціальністю «агроінженер» надає низка аграрних вишів:
- Вінницький національний аграрний університет (ВНАУ)
- Тернопільський національний технічний університет ім. Пулюя (ТНТУ)
- Дніпровський державний аграрно-економічний університет
- Поліський національний університет (ПНУ)
- Луганський національний аграрний університет (ЛНАУ)
- Луцький національний технічний університет (ЛНТУ)
- Львівський національний аграрний університет (ЛНАУ)
- Хмельницький національний університет (ХНУ)
- Харківський національний технічний університет сільського господарства імені Петра Василенка
- Центральноукраїнський національний технічний університет (ЦНТУ)
- Таврійський державний агротехнологічний університет (ТДАТУ)
- Сумський національний аграрний університет (СНАУ)
- Подільський державний аграрно-технічний університет (ПДАТУ)
- Національний університет водного господарства та природокористування (НУВГП)
- Миколаївський національний аграрний університет (МНАУ)
- Національний університет біоресурсів і природокористування України (НУБПУ)
- Одеський державний аграрний університет (ОДАУ)

### Журнали
- Аграрні інновації
- Applied Engineering in Agriculture
- Journal of Agricultural Engineering
- Computers and Electronics in Agriculture
- International Journal of Agricultural and Biological Engineering
- AgriEngineering
- Information Processing in Agriculture
- Artificial Intelligence in Agriculture
- Smart Agricultural Technology